# Дзежонженко
Дзежонженко (пол. Dzierzążenko) — село в Польщі, у гміні Злотув Злотовського повіту Великопольського воєводства.
Населення — 582 особи (2011).
У 1975-1998 роках село належало до Пільського воєводства.

## Демографія
Демографічна структура станом на 31 березня 2011 року:
|          | Загалом | Допрацездатний вік | Працездатний вік | Постпрацездатний вік |
| -------- | ------- | ------------------ | ---------------- | -------------------- |
| Чоловіки | 286     | 70                 | 200              | 16                   |
| Жінки    | 296     | 74                 | 193              | 29                   |
| Разом    | 582     | 144                | 393              | 45                   |